# Curse of the Puppet Master
Curse of the Puppet Master è un film del 1998 diretto da David DeCoteau.

## Trama
Robert (Josh Green) è un ragazzo molto timido e l'unico lavoro in cui sembra bravo è l'intaglio del legno. Il dottor Magrew e la sua bella figlia Jane gli mostrano delle marionette di legno che straordinariamente si muovono da sole e senza fili. Robert, entusiasta, inizia a lavorare per la famiglia e si mette al lavoro per creare altre marionette. Tra Jane e Robert, nasce una seducente storia d'amore.